# 淡水禮拜堂
淡水禮拜堂，是位於台灣新北市淡水區馬偕街的教堂設施，目前的建物改建於1932年，1998年經中華民國內政部評定為三級古蹟，現為新北市市定古蹟。

## 歷史

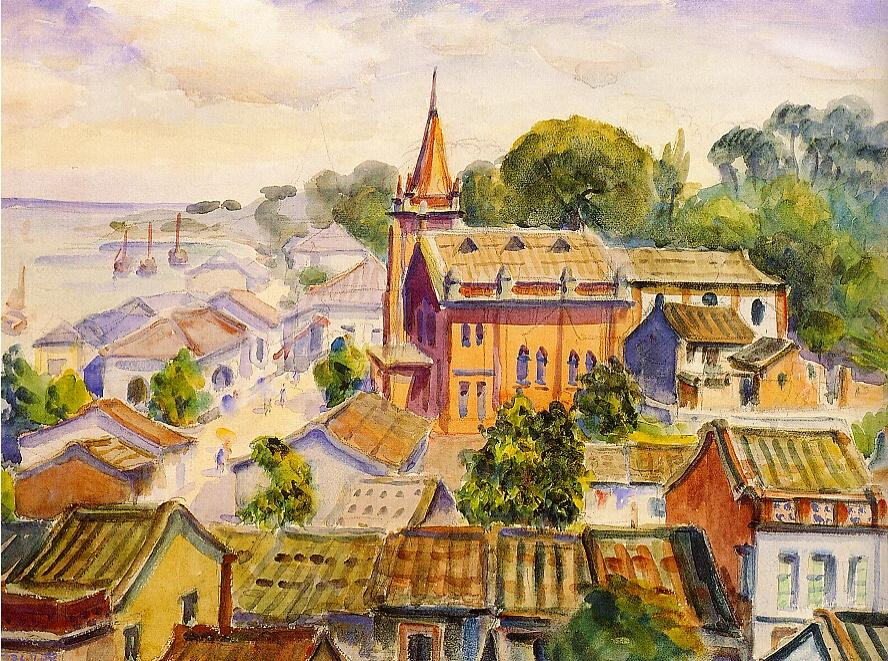
倪蔣懷於1936年所繪的《淡水教堂》，現由臺北市立美術館收藏

1872年，來自加拿大的馬偕牧師抵達淡水後，就積極地展開傳教的工作，隨即租下一間原預備做為馬廄的房子，以此傳教。1873年則租到馬廄稍前的一間民房做為新的禮拜堂。
在1875年（光緒元年）時，淡水教會購下今日淡水教會的土地作為宿舍使用；約1890年淡水教會翻修其上的醫生宿舍做為禮拜堂，並於翌年8月在教堂後面建造一所義塾。

### 日治時期
1915年（大正四年），淡水教會將原先的民房建築改建禮拜堂，使用磚造材料建造出具有北美洲樣式、磚造白灰牆，俗稱「白色禮拜堂」的建築物，鐘樓設於正門上方，建築物中間建有方形鐘樓突出於正立面，下設有入口正門。1928年，白色禮拜堂因不敷使用，又適逢馬偕來淡水傳教六十週年紀念，於是淡水教會決定改建，興建經費除了由各界會友、學生和友會奉獻外，其大部分則是由馬偕牧師的兒子偕叡廉，向加拿大母會申請補助，且親自設計、監工，於1932年改建，最終第三代建築於至1933年（昭和8年）9月3日完工。

### 戰後至今
第二次世界大戰結束後，淡水禮拜堂依然由台灣基督長老教會淡水教會使用，並成為淡水地區最具指標性的教會，1986年的修建工程中，因維修困難而將原先為陶製屋瓦的屋頂改為鋁制浪板，也將傳統玻璃改為鑲鉗彩色玻璃。2009年，鎮公所拆除教堂南面的舊街屋，大大改善了教堂周邊的環境，增添古蹟風貌。

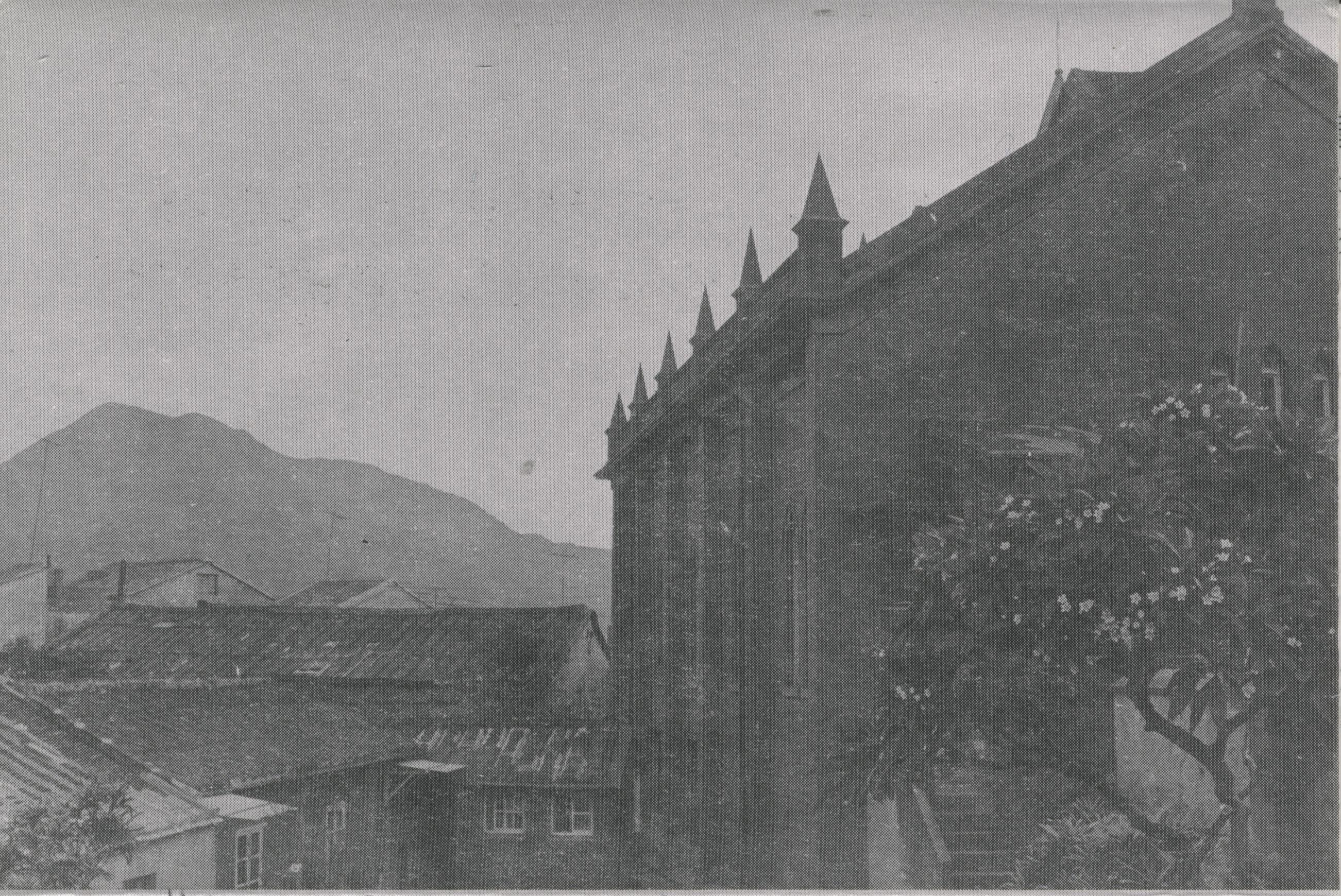
1970年的淡水禮拜堂。

## 建築特色
淡水禮拜堂是一座設計仔細且施工嚴謹的仿哥德式建築，在規劃中不但有著採用扶壁，柱頭以小帽尖裝飾的尖塔，外牆則是以當時較為流行之清水磚砌造，內部採用有鋼筋的RC柱及樓板，屋頂大跨距的鐵骨承拖住，再以木板作天花板，左邊是高聳的鐘塔。而教堂正面有著聖父、聖子、聖靈「三位一體」，鐘樓則是「五餅二魚」及「客西馬尼禱告」的基督教義。

### 福音鐘
當前教堂正門旁展示一福音鐘，此鐘自1915年「白色禮拜堂」竣工時即已存在，並鑄有「YORK」與「No.30」等字樣，美國製造。第二次世界大戰期間，福音鐘被日本政府徵用為街役場警報器，架設於淡水紅樓屋頂，後因在空襲中遭受炸射而破裂，戰後此鐘被送回教會，1985年裝置於禮拜堂後方以資紀念，取名「福音之鐘」，並在2012年淡水教會設立140週年期間，將此鐘移置至正門旁展示。

## 相簿

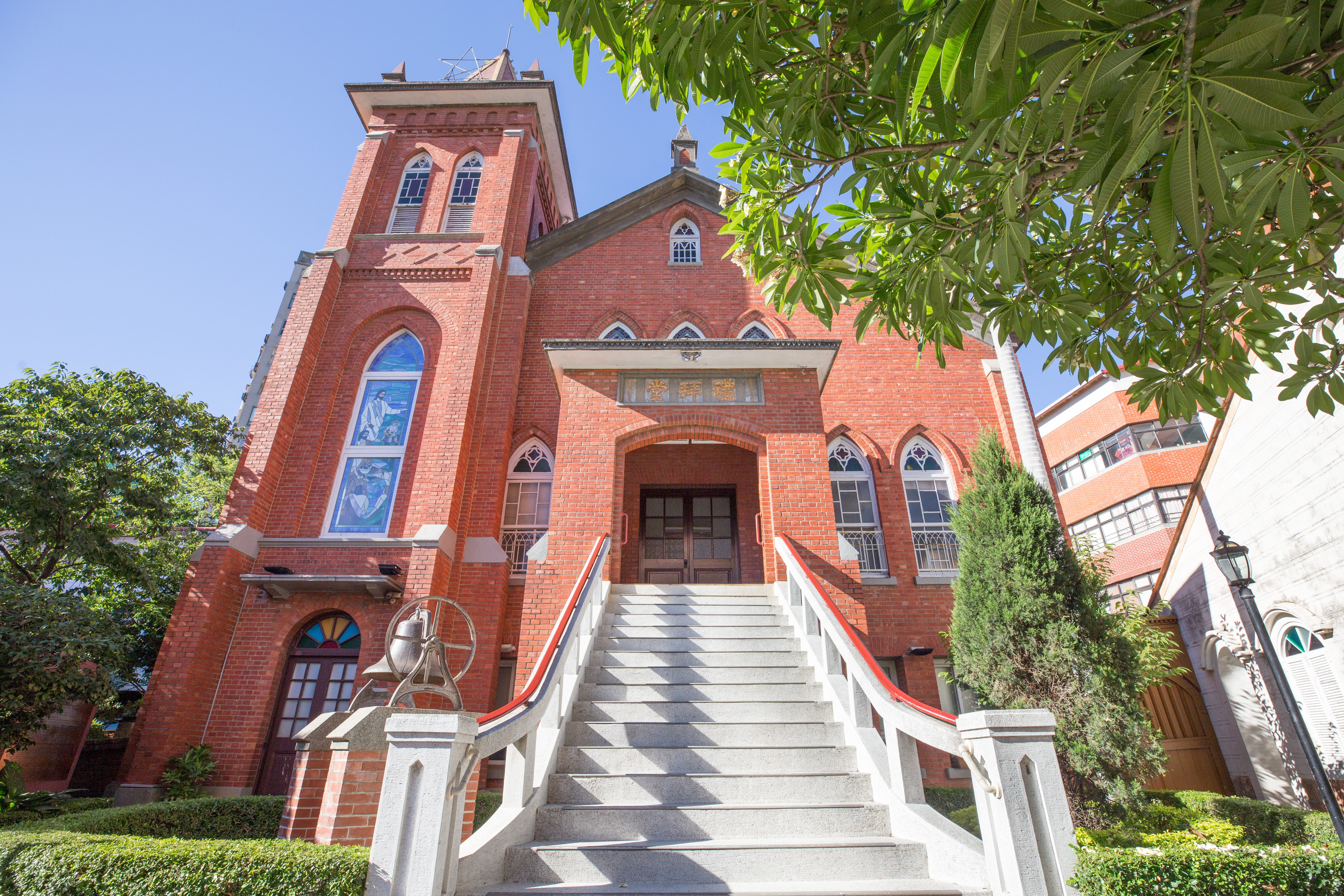
教堂正面玄關
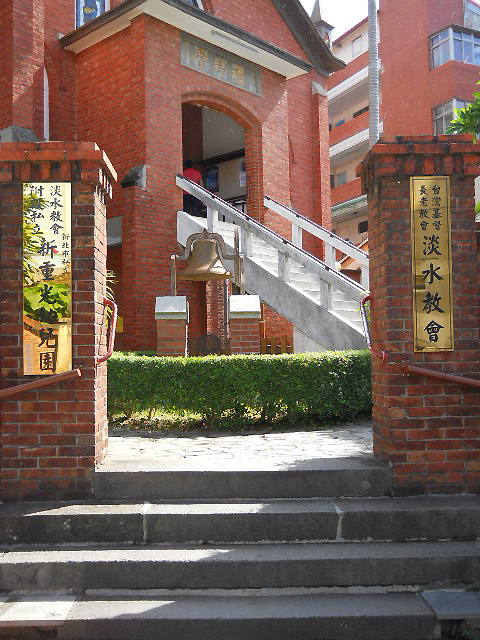
教堂入口
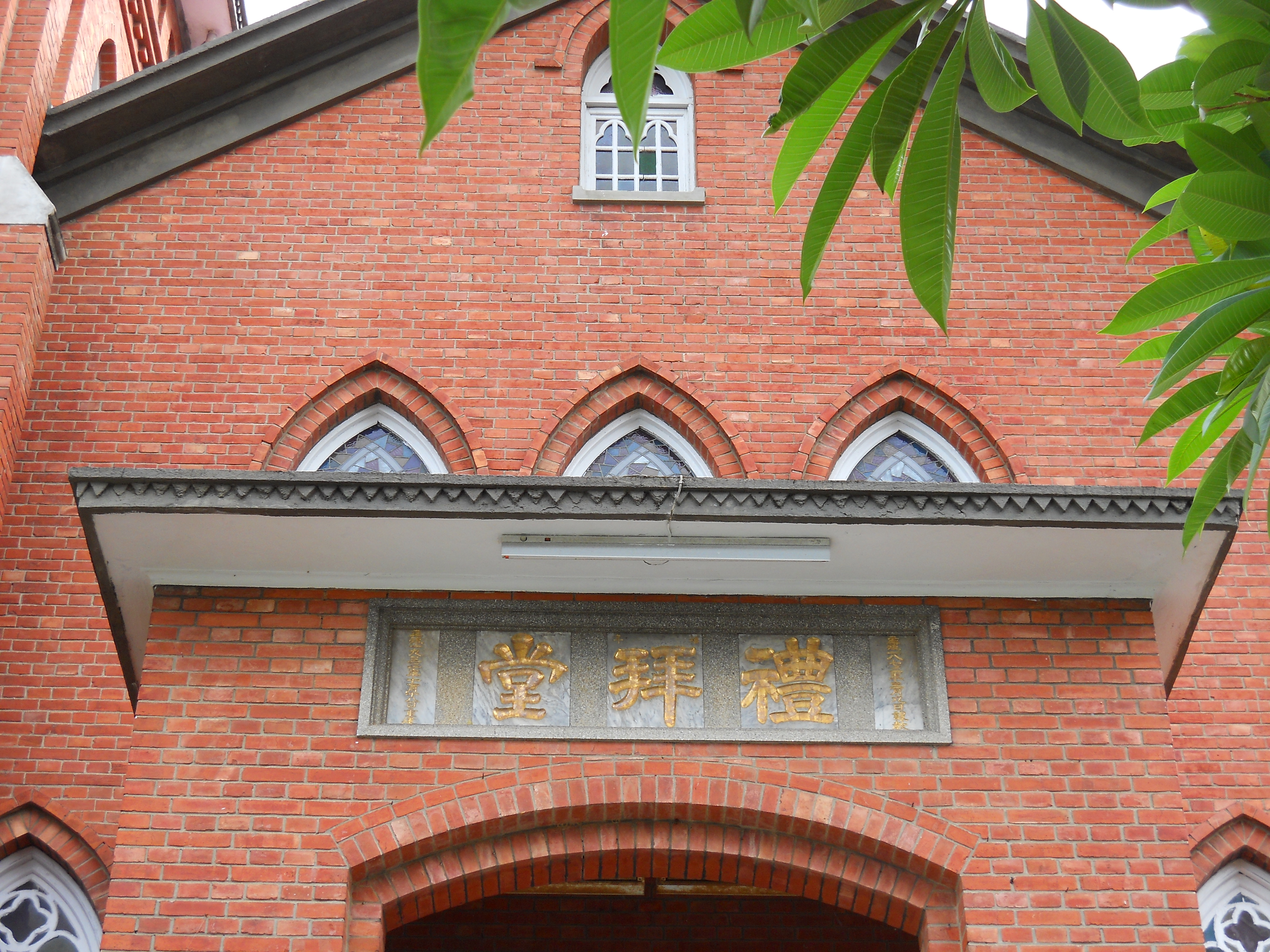
教堂門額
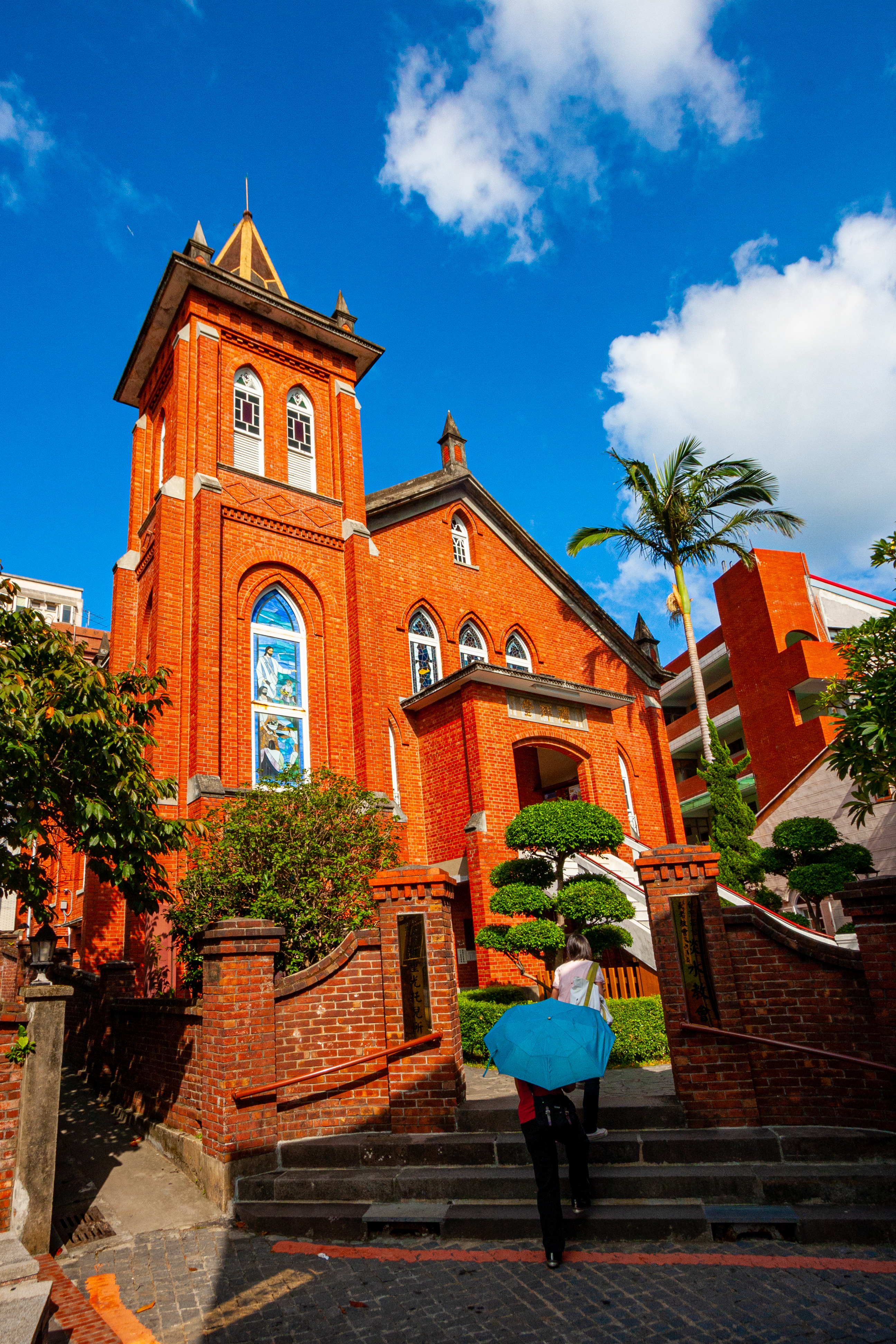
淡水禮拜堂外觀

## 另見
- 淡水夕照

## 外部連結
- 淡水禮拜堂 - 淡水維基館 （页面存档备份，存于）
- 淡水基督長老教會 （页面存档备份，存于）（繁體中文）
- 淡水基督長老教會的Facebook專頁
- 淡水禮拜堂 - 新北市觀光旅遊網 （页面存档备份，存于）